# Моллой, Дирбла
Дирбла Моллой (англ. Dearbhla Molloy; род. 1946, Дублин, Ирландия) — ирландская актриса. Моллой начала актёрскую карьеру по окончании школы, поступив на работу в Театр Аббатства. Девушку утвердили на роль в её первой постановке благодаря тому, что она умела говорить по-ирландски. В дальнейшем, гастролируя с этим театром по Великобритании со спектаклем A Life, Моллой была замечена Королевской шекспировской компанией и приглашена на работу в Англию. Играла на Вест-Энде и во многих других английских театрах, а также на Бродвее в США. В 1970 году актриса дебютировала в кино, снявшись в картине Paddy. За роль в постановке «Танцы во время Луназы» она была номинирована на премию «Тони» в категории «Лучшая женская роль второго плана в пьесе» и совместно с другими исполнителями была удостоена «Драмы Деск» в категории «Лучший ансамбль».

## Фильмография
| Год       |    | Русское название          | Оригинальное название        | Роль                                  |
| --------- | -- | ------------------------- | ---------------------------- | ------------------------------------- |
| 1979—1982 | с  | Пьеса дня                 | Play for Today               | Фидельма/Джудит                       |
| 1983      | ф  | Воспитание Риты           | Educating Rita               | Элайн                                 |
| 1987      | тф | Лорна                     | Lorna                        | Клэр                                  |
| 1988      | ф  | Нет выбора                | Taffin                       | миссис Мартин                         |
| 1990—2013 | с  | Катастрофа                | Casualty                     | Диана Харт/Диана Риппон/Айлин         |
| 1991      | с  | Сказочник: Греческие мифы | The Storyteller: Greek Myths | Оракул                                |
| 1994      | тф | Ромео и Джульетта         | Romeo & Juliet               | няня                                  |
| 1994      | с  | Максимум практики         | Peak Practice                | Карен Истмен                          |
| 1994      | с  | Чисто английское убийство | The Bill                     | Элайн Бакли                           |
| 1994      | ф  | Перегруженные             | Loaded                       | терапевт                              |
| 1995      | ф  | Побег из страны           | The Run of the Country       | мать Дэнни                            |
| 1995      | ф  | Звёзды Фрэнки             | Frankie Starlight            | Эффа Келли                            |
| 1997      | ф  | Это море                  | This Is the Sea              | Ма Стоукс                             |
| 2002      | ф  | Букашка                   | Bug                          | Представитель Книги рекордов Гиннесса |
| 2003      | тф | Штат разума               | State of Mind                | Ванда Латимер                         |
| 2003      | с  | Холби Сити                | Holby City                   | Дженнифер Хэнни                       |
| 2004      | тф | Пронзающий тьму           | The Blackwater Lightship     | Эсси Кехо                             |
| 2004      | с  | Последний детектив        | The Last Detective           | Шинейд                                |
| 2004      | с  | Воскрешая мёртвых         | Waking the Dead              | Мэрайд Дойл                           |
| 2004      | с  | Убийства в Мидсомере      | Midsomer Murders             | Элизабет Кей                          |
| 2004      | с  | Война Фойла               | Foyle's War                  | Грейс Петри                           |
| 2004      | с  | Врачи                     | Doctors                      | Бриди/Мэри/Мьюриэл                    |
| 2005      | с  | Доказательство            | Proof                        | Эвелин Боланд                         |
| 2005      | с  | Элита спецназа            | Ultimate Force               | Мэри                                  |
| 2005      | ф  | Любовь по обмену          | Tara Road                    | Финола                                |
| 2005      | с  | Биение сердца             | Heartbeat                    | Гетти Болтон                          |
| 2006      | с  | Новые трюки               | New Tricks                   | Сара Набб                             |
| 2007      | ф  | Вкус жизни                | No Reservations              | Анна                                  |
| 2008      | с  | Детектив Джек Фрост       | A Touch of Frost             | Линда Хил                             |
| 2009      | тф | Тебе конец                | U Be Dead                    | Бернис Фалковска                      |
| 2009      | с  | Coronation Street         | Coronation Street            | Хелен Коннор                          |
| 2010      | с  | Валландер                 | Wallander                    | Анита Йоханссон                       |
| 2011      | с  | Преступления прошлого     | Case Histories               | Мэрион Форман                         |
| 2013      | ф  | 3096 дней                 | 3096 Tage                    | Вальтрауд Приклопиль                  |
| 2014      | с  | Причуда                   | Quirke                       | Селия                                 |
| 2020      | ф  | Дикая парочка             | Wild Mountain Thyme          | Ифа Малдун                            |

## Награды и номинации
| Награды и номинации                           | Награды и номинации | Награды и номинации                                                             | Награды и номинации | Награды и номинации |
| Награда                                       | Год                 | Категория                                                                       | Итог                |                     |
| --------------------------------------------- | ------------------- | ------------------------------------------------------------------------------- | ------------------- | ------------------- |
| Премия Ирландской академии кино и телевидения | 2003                | Лучшая актриса в телевизионной драме за фильм Home for Christmas                | Номинация           |                     |
| Премия Королевского телевизионного общества   | 1997                | Лучшая актриса за сериал The Fragile Heart                                      | Номинация           |                     |
| Тони                                          | 1992                | Лучшая женская роль второго плана в пьесе за постановку «Танцы во время Луназы» | Номинация           |                     |
| Драма Деск                                    | 1992                | Лучший актёрский ансамбль за постановку «Танцы во время Луназы»                 | Победа              |                     |
| Драма Деск                                    | 2009                | Лучший актёрский ансамбль за постановку «Калека с острова Инишмаан»             | Победа              |                     |
| Theatre World Award                           | 1992                | Лучший актёрский ансамбль за постановку «Танцы во время Луназы»                 | Победа              |                     |